# Rondon (Paraná)
Rondon is een gemeente in de Braziliaanse deelstaat Paraná. De gemeente telt 9.465 inwoners (schatting 2009).